# Grant Thornton International
Grant Thornton je
celosvětová síť nezávislých auditorských a poradenských firem, obratem šestá největší svého druhu. Její členské firmy poskytují služby v oblasti auditu, daňového poradenství a manažerského poradenství soukromým společnostem, neziskovým organizacím a veřejnému sektoru. Grant
Thornton International je neziskovou mezinárodní organizací, která tyto členské firmy zastřešuje.
Podle Grant Thornton International Ltd působí členské firmy ve 120 zemích a jejich celkový obrat v roce 2013 dosáhl 4,5 miliardy USD. Členské firmy mají dohromady přes 38 500 zaměstnanců.

## Historie
V roce 1924 založil šestadvacetiletý Alexandr Richardson Grant v Chicagu společnost Alexander Grant & Co. Grant před tím pracoval jako starší účetní u Ernst & Ernst (dnes Ernst & Young). Záměrem Alexandra Granta bylo poskytovat služby středně velkým společnostem.
Když Grant v roce 1938 zemřel, Alexander Grant & Co. překonala změnu ve vedení a dále rostla v rámci Spojených států. V roce 1969 se Alexander Grant & Co. spojila s firmami z Austrálie, Kanady a Spojených států, a vytvořila společnost Alexander Grant Tanssley Witt. Tato zastřešující společnost úspěšně působila deset let.
Do roku 1980 se Alexander Grant & Co. spojila se 49 dalšími účetními firmami, včetně Thornton Baker ve Spojeném království, firmou s podobnými přednostmi, klienty, počtem zaměstnanců a hodnotami, aby vytvořila globální organizaci Grant Thornton. V roce 1986 Alexander Grant & Co. změnila své jméno na Grant Thornton, aby tak zohlednila svou příslušnost s britskou firmou Thornton Baker, která také změnila své jméno na Grant Thornton.

## Grant Thornton v Česku
Společnost Grant Thornton Czech Republic a.s poskytuje poradenské služby více než 1000 soukromým a veřejným klientům v České republice. V jejím portfoliu figuruje víc než polovina společností z žebříčku Czech TOP 100, který sdružuje nejvýznamnější firmy v České republice. Mezi klienty společnosti patří také mnoho mezinárodních subjektů. 
Grant Thornton jim poskytuje poradenství napříč všemi klíčovými oblastmi úspěšného businessu (daně, transakce, právo, audit, oceňování, účetnictví a další). V kancelářích v Praze, Brně a Ostravě pracuje více než 400 odborníků. V roce 2020 skupina v České republice výrazně posílila a zařadila se mezi největší poradenské skupiny. 

### Právní struktura skupiny
Grant Thornton Czech Republic a.s. je tvořena pěti Service Lines.
Service Lines představují tyto společnosti:
- Grant Thornton Audit, s.r.o.
- Grant Thornton Tax & Accounting, s.r.o.
- Grant Thornton Advisory, s.r.o.
- Grant Thornton Appraisal services a.s.
- GT Legal, advokátní kancelář, s.r.o.

### Ocenění
- Účetní firma roku 2021 - 3. místo
- Daňová firma roku 2021 - 1. místo
- Daňař roku 2021 - Richard Knobloch
- Daňová firma roku 2020 - 1. místo
- Chambers Europe 2022 - Nejlepší české advokátní kanceláře v oblasti pracovního práva v rámci - GT Legal
- Chambers Europe 2022 - Nejlepší advokáti - Veronika Odrobinová